# Gotō Shinpei
Det här är en artikel om en person med japanskt personnamn; Gotō är familjenamnet.
Gotō Shinpei (1857-1929) var en japansk statsman och politiker som hade en lång karriär under Taishō och Shōwa-perioderna. Han tjänstgjorde bland annat som guvernör över Taiwan och var den förste chefen för NHK och den Sydmanchuriska järnvägen. Han var Japans utrikesminister från april till september 1918.